# I Wanna Be Your Man (The Beatles)
I Wanna Be Your Man è una canzone scritta dal duo Lennon-McCartney; sia i Beatles che i Rolling Stones ne hanno fatto una loro versione. Questi ultimi ne fecero un singolo, che fu il loro primo successo.

## Descrizione

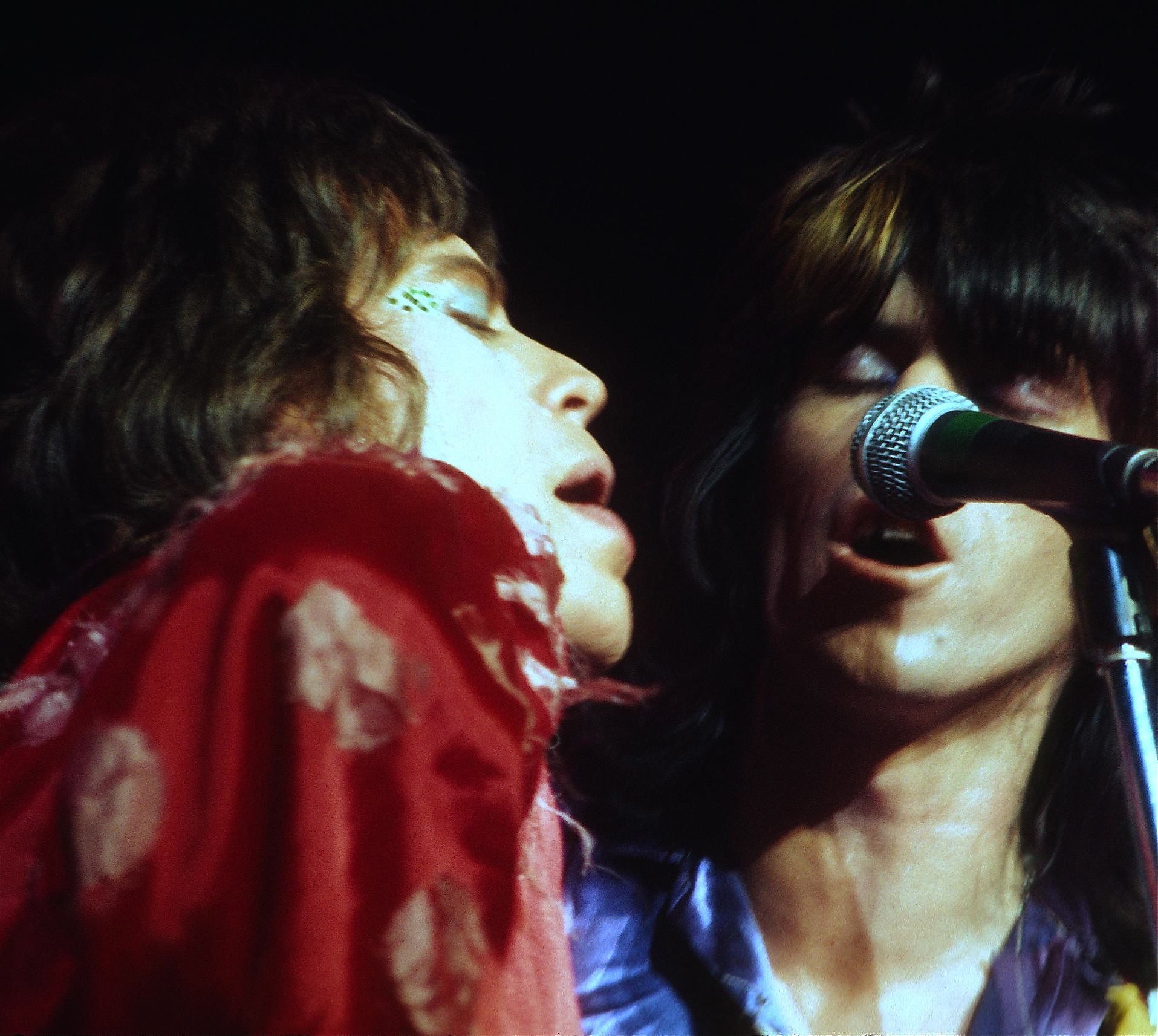
Jagger e Richards

John Lennon e Paul McCartney avevano iniziato a comporre un brano che avrebbe cantato Ringo Starr nel successivo album dei Beatles, quello che sarebbe diventato With the Beatles. Passeggiando, i due videro Mick Jagger e Keith Richards in un taxi, e si fecero dare un passaggio. I due stones chiesero a John e Paul se avessero un brano da offrirgli, e dissero che c'era un brano di Ringo, e che loro potevano fare un singolo. La canzone venne poi completata in uno studio di registrazione, davanti agli occhi increduli di Jagger e Richards. Sulla composizione, McCartney ha anche dichiarato che si erano ispirati a Boys, il pezzo che Ringo aveva cantato nel precedente album, Please Please Me che però imbarazzava i Beatles quando la interpretavano, poiché era stata scritta per interpreti femminili.

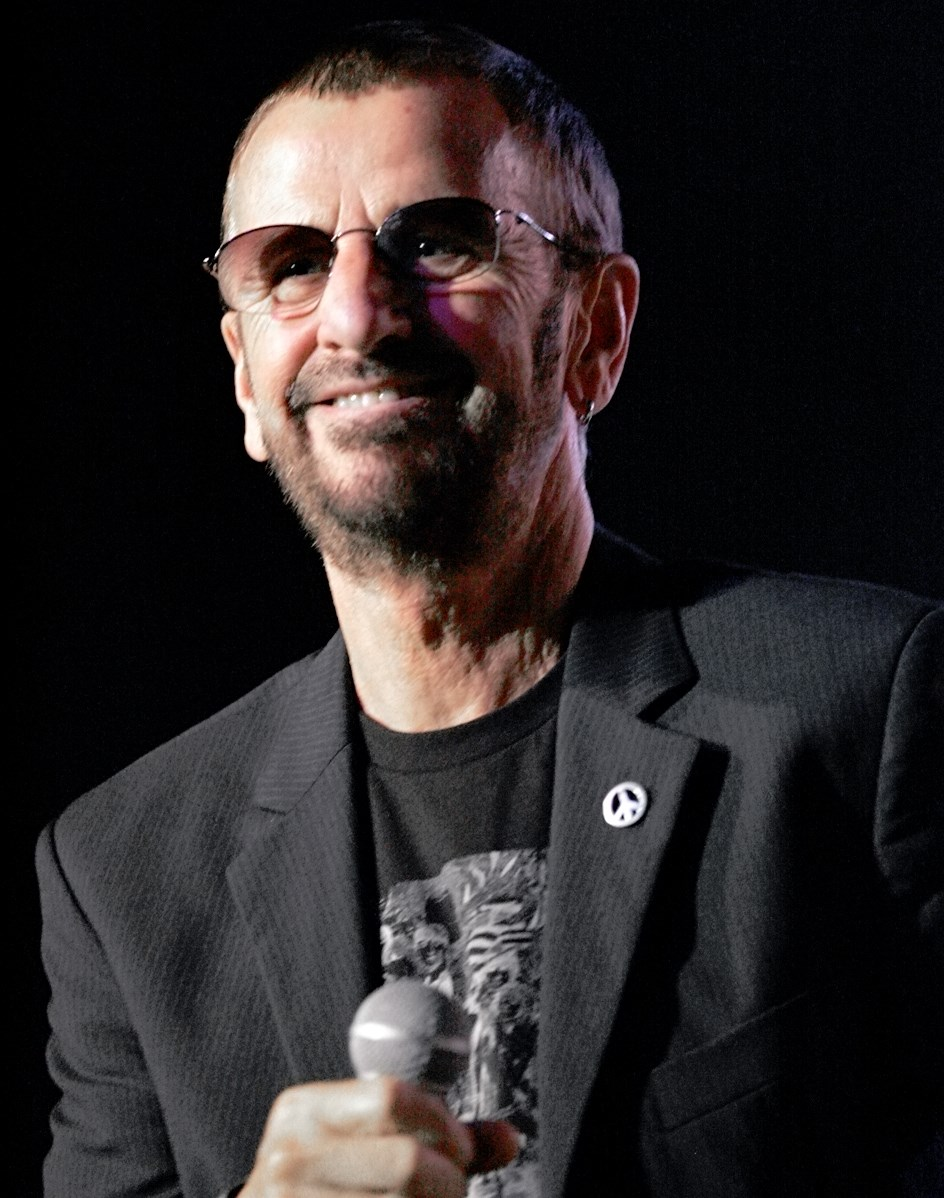
Ringo Starr, cantante della versione dei Beatles

Venne registrata l'11 settembre 1963, lo stesso giorno di Little Child, All I've Got to Do, Don't Bother Me e Not a Second Time. Ripresa il giorno successivo, e registrati altri sei nastri il 30 settembre (uno dei quali comprendeva l'organo Hammond suonato da George Martin), fu rifinita il 3 ottobre da Starr che sovraincise una parte di maracas. I sei nastri che i Beatles registrarono il 12 settembre in un tentativo di rifacimento del brano tuttora non sono stati pubblicati. Nella canzone vi sono varie anomalie: verso il primo minuto cambia il suono della batteria, presumibilmente da un raddoppio del suono dello strumento causato da una sovraincisione; poco dopo, qualcuno sbaglia l'armonia vocale e cigola il pedale della grancassa; alla fine del brano McCartney abbaia, cosa che avviene anche ad I Feel Fine e Hey Bulldog.

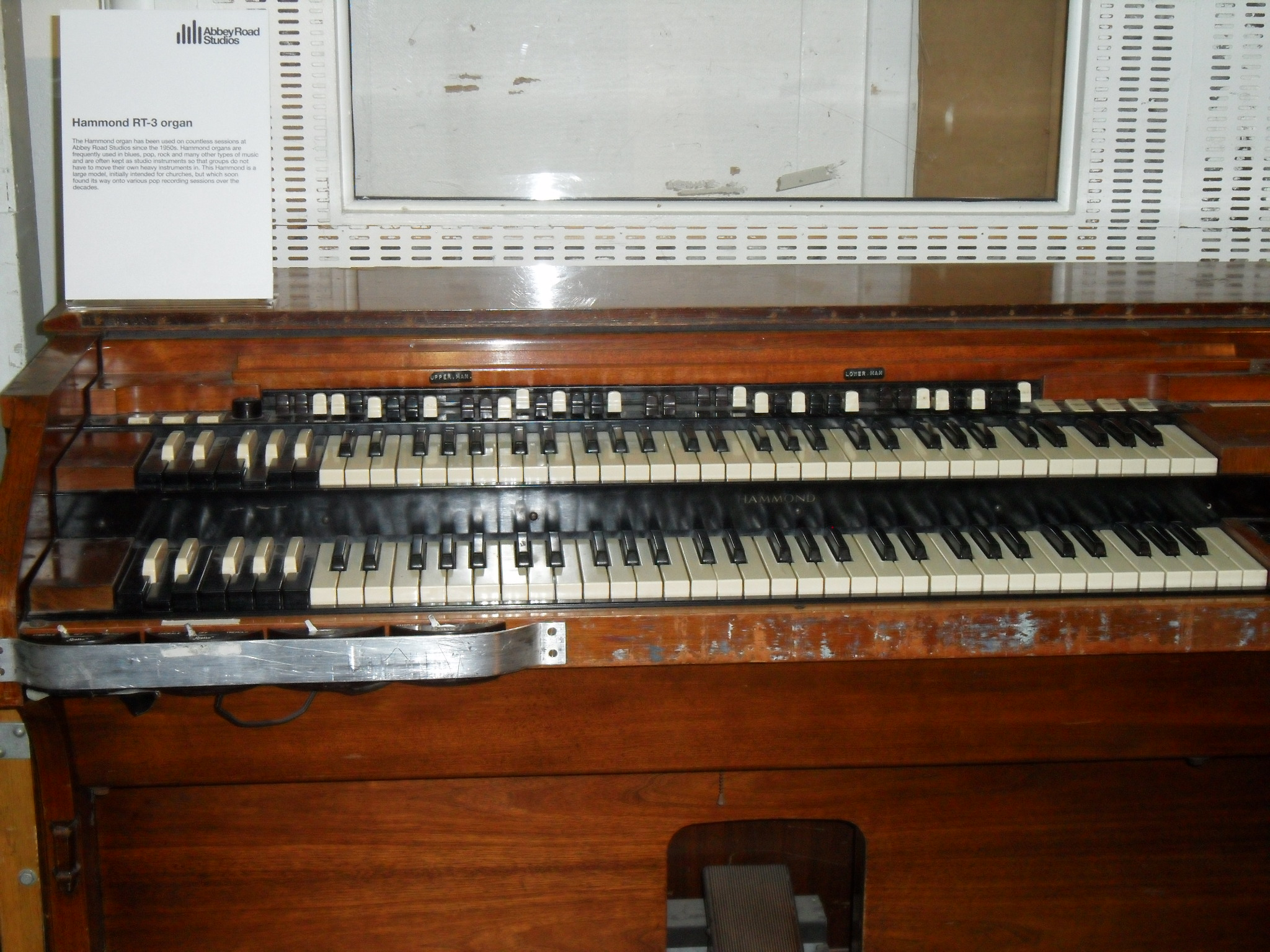
L'Hammond RT-3 di Abbey Road

I Beatles la eseguirono frequentemente nei concerti, spesso sostituendo Boys, e venne inclusa anche nel loro ultimo concerto, quello del 29 agosto 1966 al Candlestick Park di San Francisco. Per due volte i Beatles la eseguirono per la BBC: la prima volta il 7 gennaio 1964, che poi venne trasmessa per radio il 15 febbraio; la seconda volta venne registrata il 28 febbraio dello stesso anno e andò in onda il 30 marzo. Questa seconda registrazione è stata inclusa nell'album Live at the BBC. Il brano fece anche parte dello show televisivo Around the Beatles del 19 aprile 1964; questa registrazione è apparsa sull'Anthology 1.
John Lennon ha espresso giudizi negativi sul brano, dicendo che per la sua bassa qualità le uniche due versioni erano una dei Rolling Stones e una dei Beatles, con come cantante Ringo Starr.
Inoltre, Ringo Starr ha spesso utilizzato il brano nei suoi concerti, con la sua All-Starr Band. Il brano è stato anche pubblicato negli album live Ringo Starr and His Third All-Starr Band-Volume 1 del 1995, The Anthology..So Far del 2001, King Biscuit Flower Hour Presents Ringo & His New All-Starr Band del 2002, Tour 2003 del 2004, Ringo Starr and Friends del 2006, Ringo Starr: Live at Soundstage del 2007, Ringo Starr & His All Starr Band Live 2006 del 2008 e Live at the Greek Theatre 2008 del 2010.

## Formazione

### Versione dei Beatles
- Ringo Starr: voce, batteria, maracas
- Paul McCartney: cori, basso elettrico
- John Lennon: cori, chitarra ritmica
- George Harrison: chitarra solista
- George Martin: organo Hammond[6]

La canzone è stata inclusa nella raccolta Rock 'n' Roll Music, come quarta traccia della prima facciata. È nella tonalità di Mi maggiore

### Versione dei Rolling Stones
- Mick Jagger: voce
- Brian Jones: cori, chitarra slide
- Keith Richards: chitarra ritmica
- Bill Wyman: basso elettrico
- Charlie Watts: batteria

Il singolo arrivò alla dodicesima posizione in Inghilterra.